# Amulio

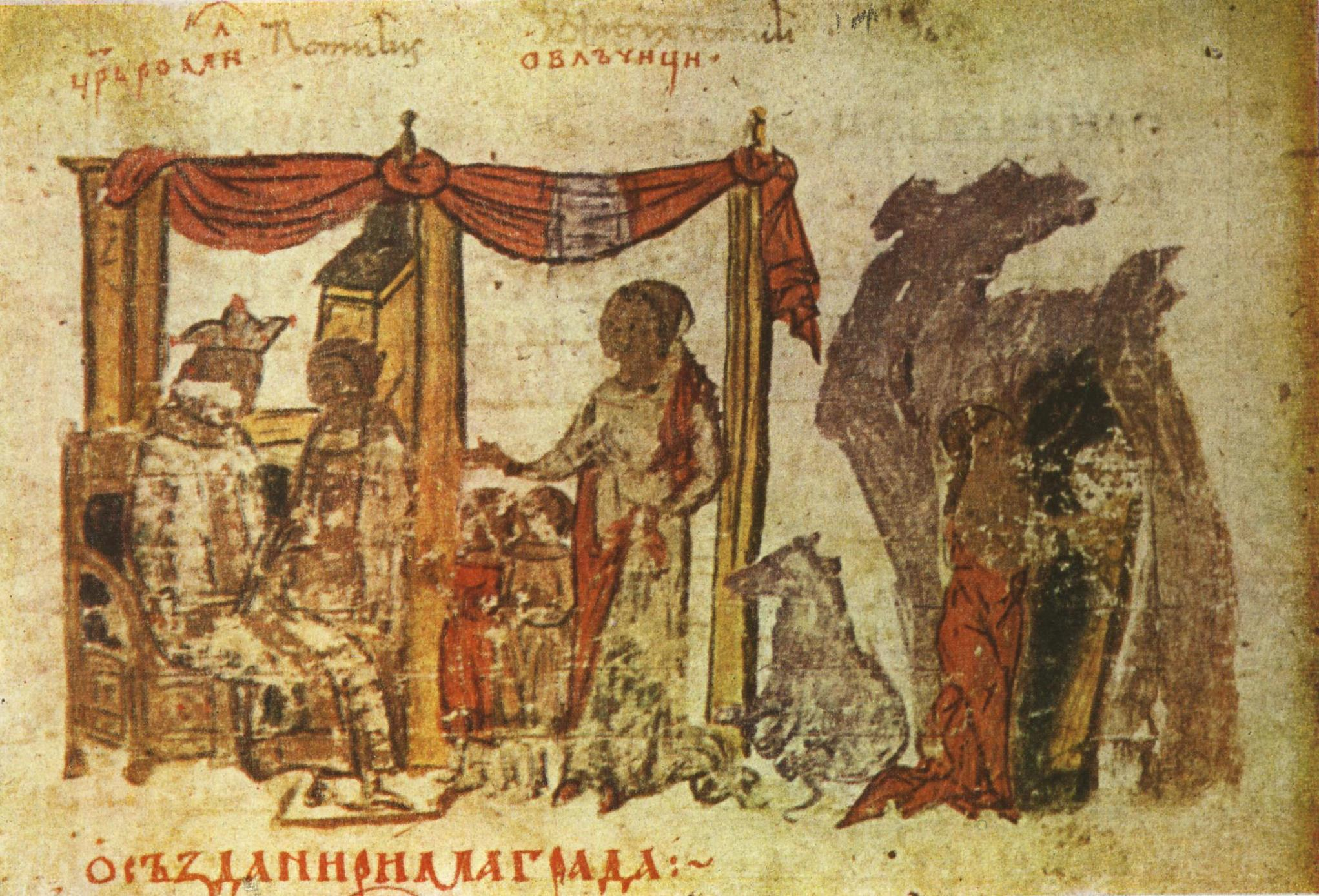
Miniatura de una edición del siglo XIV de la Crónica de Manasés: Rómulo y Remo visitan a su abuelo; Amulio rapta a su sobrina Rea Silvia, hija de Numitor.

Amulio, en la mitología romana (en latín Amulius), rey de Alba Longa, fue el hermano menor de Numitor e hijo de Proca.

## Leyenda
Su hermano Numitor era el rey de Alba Longa, la ciudad fundada por Ascanio, hijo de Proca, el héroe troyano. Amulio le destronó, le expulsó de Alba Longa, mató a sus hijos varones y se hizo proclamar rey. Obligó a Rea Silvia, la hija de Numitor, también llamada Ilia, a convertirse en una Virgen Vestal, devota de Vesta, de manera que ella no concibiera hijos que pudieran destronarle algún día. Sin embargo, Rea Silvia fue violada por el dios Marte, y tuvo dos hijos gemelos, Rómulo y Remo.
Amulio ordenó enterrar viva a Rea Silvia y mandó arrojar a sus hijos al río Tíber en una cesta para que fuesen arrastrados hasta el mar y pereciesen ahogados. El río Tíber salvó a los gemelos haciendo embarrancar la cesta, y los entregó a una loba, Luperca, para que los amamantase. Después salvó a Rea Silvia y se casó con ella. Los pequeños fueron más tarde recogidos por el pastor Fáustulo y cuidados por su esposa, Aca Larentia. Una vez hubieron crecido, los gemelos Rómulo y Remo mataron a su tío abuelo Amulio, y repusieron a su abuelo Numitor como rey de Alba Longa. Más tarde los gemelos fundaron la ciudad de Roma, pero una discusión sobre cuál de ellos debería gobernar la ciudad llevó al asesinato de Remo por parte de Rómulo. Por ello la ciudad recibió el nombre de Roma, en honor de su primer rey, Rómulo.